# Hamnö (Kumlinge, Åland)
Hamnö är en ö i Åland (Finland). Den ligger i Skärgårdshavet och i kommunen Kumlinge i landskapet Åland, i den sydvästra delen av landet. Ön ligger omkring 62 kilometer nordöst om Mariehamn och omkring 220 kilometer väster om Helsingfors.
Öns area är 1,07 kvadratkilometer och dess största längd är 2,3 kilometer i sydöst-nordvästlig riktning. Ön höjer sig omkring 15 meter över havsytan.